# Иранское астрономическое общество
Иранское астрономическое общество (перс. انجمن نجوم ايران‎) — одно из научных обществ Ирана, созданное для развития астрономии в стране с целью её разностороннего практического использования.

## Краткая история и структура
Иранское астрономическое общество — это некоммерческая организация, созданная под эгидой Министерства науки, исследований и технологий с целью расширения деятельности в области астрономии, в том числе повышения качества образования, развития исследовательской работы, привлечения к сотрудничеству научно-технических центров и создания большей согласованности между ними. Общество было зарегистрировано 24 ноября 1996 г. под номером 9226.

## Обязанности и направления деятельности
1. Создание и укрепление связей в научной и практической областях между исследователями и организациями, деятельность которых соответствует задачам Общества.

2. Повышение уровня знаний иранских специалистов, ознакомление их с последними достижениями в этой области.

3. Создание необходимых предпосылок для популяризации основ астрономии в обществе и поощрение астрономов-любителей.

4. Сотрудничество с Министерством науки, исследований и технологий, университетами и другими учреждениями высшего образования с целью постоянной оценки и ориентирования по образовательным, исследовательским и издательским программам данного направления.

5. Налаживание научных связей с международными астрономическими организациями и обществами.

6. Сотрудничество с государственными и частными организациями в изучении проблем данной области, проведение необходимых исследований и представление соответствующих специалистов, а также использование иных возможностей Общества.

7. Проведение национальных и международных учебных семинаров и научных конференций, содействие в проведении специализированных занятий и учебных курсов.

8. Публикация периодических изданий, содержащих сведения о последних научных исследованиях и разработках в области астрономии; сотрудничество с частными и государственными организациями в сфере составления, перевода и издания книг по данному направлению.

9. Сотрудничество с частными и государственными организациями и учреждениями высшего образования с целью создания обсерваторий и планетариев, а также формирования исследовательских групп и отправки их для изучения астрономических явлений.

## Руководство Общества
— Общее собрание

— Совет управляющих

— Инспектор (инспекторы)

— Специализированные комитеты

— Секретариат